# Dicranomyia (Glochina) sordida
Dicranomyia (Glochina) sordida is een tweevleugelige uit de familie steltmuggen (Limoniidae). De soort komt voor in het Palearctisch, Oriëntaals en  Australaziatisch gebied.

## Ondersoorten
De soort kent de volgende ondersoorten:
- Dicranomyia (Glochina) sordida brevicula
- Dicranomyia (Glochina) sordida sordida